# Demoversion
Demoversion (alternativt demoprogram, demospel, demoware eller enbart demo) är en begränsad version av ett fullständigt datorprogram eller dator-/TV-spel. Demon släpps vanligen innan en ordinarie utgåva av programmet/spelet släpps. Det kan vara i marknadsföringssyfte – att nå ut till många och få fler att vilja köpa den fullständiga produkten. En demoversion är oftast gratis och tillåten att kopiera och sprida, se freeware.